# Everaldo
Everaldo (właśc. Everaldo Marques da Silva; ur. 11 września 1944 w Porto Alegre, zm. 28 października 1974 w Santa Cruz do Sul) – brazylijski piłkarz występujący na pozycji lewego obrońcy.
W trakcie swojej kariery reprezentował barwy tylko dwóch klubów: EC Juventude oraz Grêmio Porto Alegre. Z drużyną Grêmio cztery razy zdobył mistrzostwo stanu Rio Grande do Sul.
Był podstawowym zawodnikiem reprezentacji Brazylii, która w 1970 sięgnęła po tytuł mistrza świata. W drużynie narodowej rozegrał ogółem 26 spotkań (w latach 1967–1972), nie zdobywając żadnej bramki.
Zginął w wypadku samochodowym w wieku 30 lat.